# 中國自由派
中國自由派，又稱大陸自由派、中國民主派，是對中華人民共和國境內支持言論自由、新聞自由，要求保障人權及實行民主與法治的一類人的稱呼，始於改革開放之後的開明派，或稱改革派。自由派在部分評論文章中出現較罕見的稱呼，包括進步派。於中國共產黨對中國政治的領導地位下，中共改革派亦屬於自由派的一部分。
这一群體主要由自由派知識分子、青年學生與黨內民主派構成。中国自由派以民主、自由與人權相號召，要求進一步加快市場化經濟改革，並通過擴大政治參與和政治改革來實現民主政治。

## 歷史

今日使用的最多的二维政治光谱图，横轴为社会经济轴（左对右），竖轴为政治文化轴（威权对自由）；自由派（自由主義者）屬於下方綠色和紫色兩個象限：綠色代表左翼自由派，紫色代表右翼自由派

中国自由主义起源于中华民国诞生初期，文化大革命结束后再度复兴。

### 民国起源
民国早期，约翰·斯图亚特·密尔、赫伯特·斯宾塞、伊曼纽尔·康德、让-雅克·卢梭等多部作品的译本在中国产生。1912年中华民国的成立标志着至少在原则上这些模式和它们所认同的自由主义价值观的接受，例如宪政和三权分立。
梁启超的著作发挥了重要作用，尽管他晚年倾向于保守主义。新文化运动及其紧随其后的五四运动早期均具有强烈的自由主义特征。胡适等关键人物是中国自由主义价值观的杰出代表，其他重要的中国自由主义者还有张东荪和张君劢。
此后，中国面临日本军国主义和国内共产主义运动影响的巨大挑战，自由主义遭受重创。1930年代，许多年轻一代认为只有激进的威权主义才能拯救中国，一党专政的国民党吸收了大量法西斯主义学说和实践。自由主义越来越成为一种孤独的“第三力量”，只能口头上警告极左的威权主义和极右的威权主义。储安平等鞭挞国民党独裁，费孝通、陶行知等教育家和学者提出，革命是值得自由派支持的事业。更多的自由派人士之后离开了中国，包括农村改革者晏阳初、大学校长蒋梦麟等。

### 改革開放

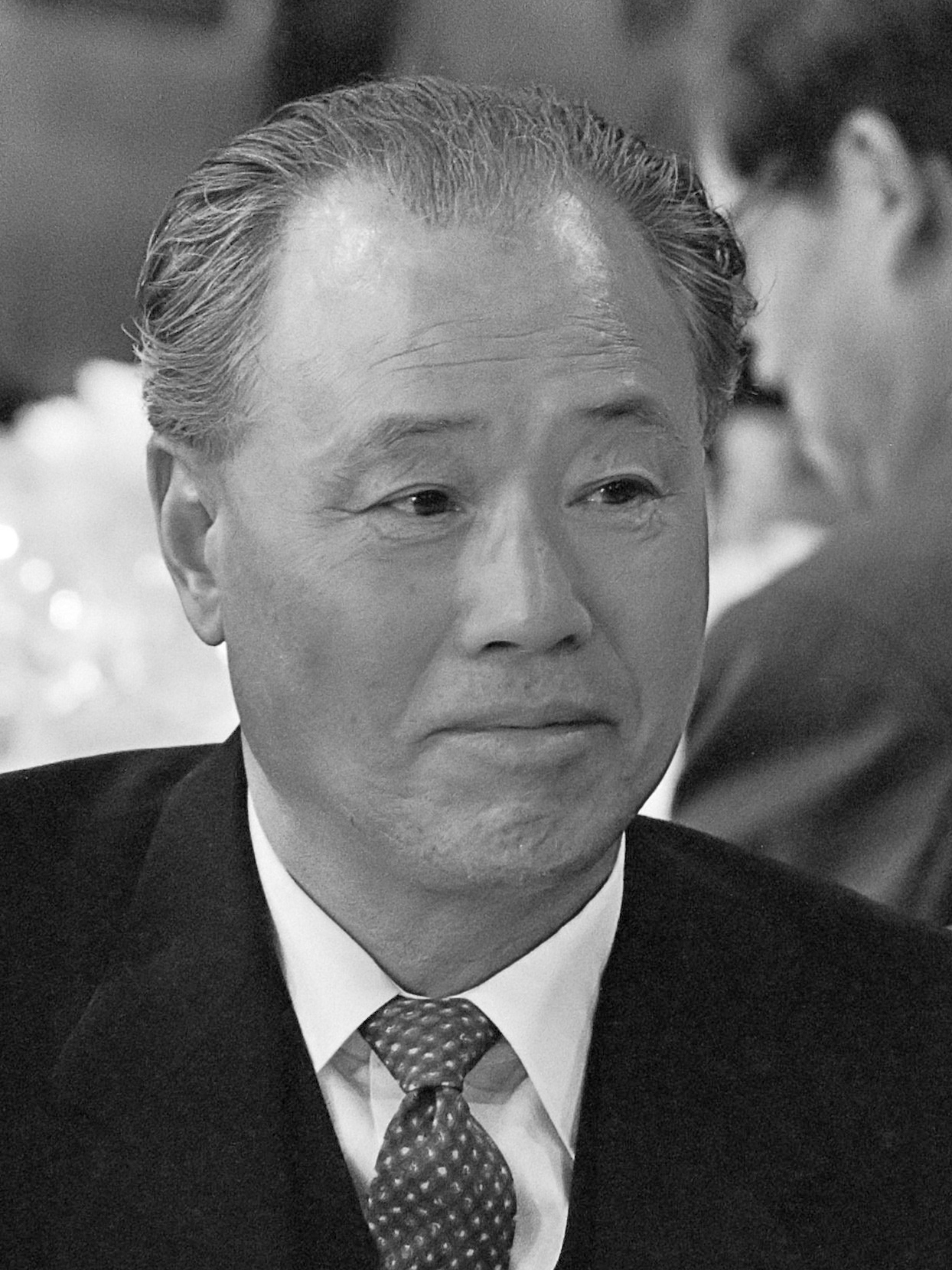
在鄧小平的支援下，趙紫陽主持了後期政治體制改革

文化大革命末期，中國共產黨理論家認為「資產階級民主派」可能變為「走資派」，如池恆。
改革開放後，以中國共產黨中央委員會總書記胡耀邦、中国国务院总理赵紫阳為首的改革派，主張進一步實施政治自由化的方針。藉由設立允許多種想法的渠道，讓民眾能夠表達不滿、並進一步支持改革。改革派成员还包括：胡启立、万里、彭冲、习仲勋、田纪云、鲍彤、阎明复、李锐，等等。
另一方面，以中國共產黨中央紀律檢查委員會第一書記陳雲、中國國家主席李先念為首的保守派，則認為改革開放已經施行過多政策。因而認為重新加強控制以確保社會穩定，並與中國共產黨书面的社會主義主張一致。保守派成员还包括：王震、李鹏、薄一波、姚依林、邓力群等等。
1978年中共十一屆三中全會上，介於很多議題無法充分討論，華國鋒宣佈按照葉劍英提議，在十一屆三中全會之後，專門召開理論務虛會。在此引導下，中國輿論界得到空前自由，從黨媒《人民日報》至西單民主牆上，均有不同呼籲民主的議案。1978年1月18日，胡耀邦主持召開中共的理論工作務虛會，在會議開幕時作了題為《理論工作務虛會引言》的講話。3月30日，鄧小平在會上作題為《堅持四項基本原則》的報告，報告中提到堅持四項基本原則。4月2日，胡耀邦在務虛會結束會上講話說：“這個會開得怎麽樣，最保險的辦法還是要歷史的考驗。實踐是唯一的標準！”

### 政治体制改革
20世紀80年代，中国自由派力求通過影響以鄧小平為首的政治威權中心來取得對政治的主導權。1980年8月18日，鄧小平在中共中央政治局擴大會議上作了《党和國家領導制度改革》的講話（俗稱“8.18講話”），提出要進行政治體制改革，建議廢除幹部領導職務終身制，提倡民主集中制，並向全國人民代表大會提出全面修憲建議。 1982年12月4日，第五屆全國人民代表大會第五次會議審議通過了具有歷史性意義的《八二憲法》，該憲法也成為了中華人民共和國的第四部憲法，收入了許多憲政主義的內容和條款，為改革開放奠基。
隨著改革開放的加速，中國社會出現了官倒、權錢交易、腐敗、特權等種種問題，經濟改革亦受到了原有政治體制的阻礙。1986年上半年，鄧小平再次提出“政治改革”並啟動了“政治體制改革”的研討和制定，同年9月“中央政治體制改革研討小組”成立，成員包括趙紫陽、胡啟立、田紀雲、薄一波、彭沖。與此同時，其他人士還公開提出了“多黨制”、“三權分立”、“議會民主”、“司法獨立”等西方憲政主義的架構。 雖然這些與鄧小平等人的中國共產黨官方改革觀點可能有所不同，但在當時比較寬鬆的政治氣氛下，並沒有受到過多的抑制與打壓。在八十年代担任全国人大副委员长时，习仲勋提议制定“不同意见保护法”。

### 新启蒙
据许纪霖总结，1980年代中期一批新的知识分子发起了“新启蒙运动”，其中主要有三派。分别是“走向未来派”、“文化：中国与世界派”以及“中国文化书院派”。《走向未来》是一套由金观涛先生主编的杂志和丛书。“走向未来派”被认为是科学派，重视科学的理性主义。《文化：中国与世界》也是一套丛书，主编是甘阳。北京大学和中国社科院一批年轻的人文学者关注人文主义，也称“人文派”。第三派是“中国文化书院派”。北京大学“中国文化书院”由汤一介为主管。他们并不赞成在1980年代比较主流的批判中国文化传统的意见，希望把现代化和传统文化结合在一起。

### 1990年代之后
1992年鄧小平南巡之後基於中國內地的經濟發展成果，造就中產階級崛起。民營企業家、白領以及體制內得益的傳媒工作者等，因為成為中國特色的社會主義下之「既得利益者」，憂慮政治改革危及其自身利益，同時90年代知識分子激進自由派在政治上被邊緣化，導致90年代以來自由派勢力的消退。经济自由主义成了显学，各类型的自由主义思想包括政治自由主义思想得到了更全面的研究和更广泛的传播。自由主义理念的传播要比八九之前更广，但自由主义理念的力量却又比八九之前更小。
李瑞环被视作中共高层敢言的开明派。 1989年10月30日会见美国前总统尼克松时，他说：
主张开放是马克思主义的应有之义，否认开放不是真正的马克思主义。对中国人来讲，马克思主义本身就是从外国引进来的。
温家宝被认为持有自由主义观点，他在担任总理期间曾谈到中国的民主和言论自由。温家宝在中共中央政治局常委中，对政治体制改革诉求表达得最迫切、最彻底。 温家宝在《关于社会主义初级阶段的历史任务和我国对外政策的几个问题》中写道：
科学、民主、法制、自由、人权，并非资本主义所独有，而是人类在漫长的历史进程中共同追求的价值观和共同创造的文明成果。
据许纪霖总结，截至2010年代的中国自由主义主要有三支，即只谈经济自由主义而不谈政治自由主义的发展主义（以厉以宁为代表），同时强调经济和政治自由并要求实行宪政的哈耶克式自由主义，以及同时关注自由与平等的中间偏左的罗尔斯式社会自由主义。

### 習近平時代
李克强被视作自由主义者与主张自由市场经济学派的代表。汪洋被视作自由主义者与主张政治自由学派的代表。
在中国崛起的背景下，亦有一些支持中华人民共和国政治体系的民族主义者（或称“自由派民族主义者”）成为了广义上的自由派。他们拥有希望国家进步的爱国情怀，会在政治体系失效时要求问责；因此，他们可以迅速在亲建制派和反建制派之间转换。很多自由派民族主义者参与到了白紙運動中。

## 評價
學者榮劍將中國自由主義的問題歸結為「致命的自負」。具體來說，任何理論的「自負」，均是來源於對自我能力的過高估計或對自我邊界的模糊。就前者而言，是錯誤地以為依靠某種理論能夠解決一切現實問題；就後者而言，是不瞭解理論有它存在和發揮效用的約束條件，脱離這些約束條件，理論將一無所用。
泉野認為自我反思和審查是困難的，所以自由主義在中國要想成為一種普遍的價值觀，必須摒棄其「致命的自負」，清醒地認識自身的侷限，主動適應現實中的約束條件，以中國的問題意識為導向，將西式話語置入中國語境，開展與各種思想的全面對話；惟有如此，才可能在中國的現實土壤上夯實其理論生存和發展的基礎。